# 小行星4710
小行星4710（英語：4710 Wade）是一颗围绕太阳公转的小行星。1989年1月4日，罗伯特·H·麦克诺特在赛丁泉山发现了此天体。
这颗小行星的绝对星等为234.03127036353等。